# Fehérszárnyú fecskeseregély
A fehérszárnyú fecskeseregély (Artamus cyanopterus) a madarak (Aves) osztályának a verébalakúak (Passeriformes) rendjéhez, ezen belül a fecskeseregély-félék (Artamidae) családjához tartozó faj.

## Előfordulása
Ausztrália és Tasmania területén honos.

## Alfajai
- Artamus cyanopterus cyanopterus (Latham, 1801)
- Artamus cyanopterus perthi (Mathews, 1915)

## Életmódja
Termeszekkel, lepkékkel és egyéb rovarokkal táplálkozik.

## Külső hivatkozások
- Képek az interneten a fajról
- Internet Bird Collection - videók a fajról